# Рынделево
Рынделево (фин. Riinilä) — деревня в Форносовском городском поселении Тосненского района Ленинградской области.

## История
На карте Ингерманландии А. И. Бергенгейма, составленной по шведским материалам 1676 года, обозначена деревня Krinila.
На шведской «Генеральной карте провинции Ингерманландии» 1704 года, составленной по материалам 1678 года, — Grinika.
Как деревня Гриника она нанесена на «Географическом чертеже Ижорской земли» Адриана Шонбека 1705 года.
Затем деревня появляется на картах Санкт-Петербургской губернии 1792 года А. М. Вильбрехта как Рынинилово.
На карте Санкт-Петербургской губернии Ф. Ф. Шуберта 1834 года она обозначена как деревня Рындылево.

РЫННЕЛЕВО — деревня принадлежит Буксгевдена, графа, наследникам, число жителей по ревизии: 24 м. п., 32 ж. п.

В ней деревянная лютеранская кирка (1838 год)

В пояснительном тексте к этнографической карте Санкт-Петербургской губернии П. И. Кёппена 1849 года она записана как деревня Rinilä (Рыннелево, Рынделево) и указано количество её жителей на 1848 год: эвремейсов — 15 м. п., 12 ж. п., всего 27 человек.
Согласно карте профессора С. С. Куторги 1852 года деревня называлась Рындылево.

РУНДЕЛЕВО — деревня господина Вонлярлярского, по просёлочной дороге, число дворов — 13, число душ — 36 м. п. (1856 год)

Согласно «Топографической карте частей Санкт-Петербургской и Выборгской губерний» 1860 года деревня называлась Рынделева и состояла из 15 дворов.

РЫНДЕЛЕВО — деревня владельческая при колодце, число дворов — 13, число жителей: 40 м. п., 44 ж. п. (1862 год)

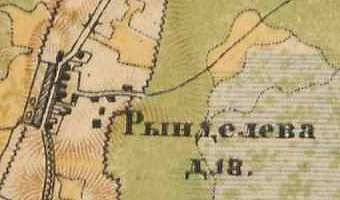
План деревни Рынделево. 1885 год

В 1885 году деревня Рынделева насчитывала 18 дворов.
В конце XIX века деревня административно относилась к Лисинской волости 1-го стана Царскосельского уезда Санкт-Петербургской губернии, в начале XX века — 4-го стана. По приходским данным население деревни было смешанным — финско-русским.
По данным «Памятной книжки Санкт-Петербургской губернии» за 1905 год деревня называлась Рынделово.
К 1913 году количество дворов в деревне Рынделево увеличилось до 21.
С 1917 по 1922 год деревня Рынделево входила в состав Рынделевского сельсовета Лисинской волости Детскосельского уезда.
С 1922 года в составе Погинского сельсовета.
С 1923 года в составе Троцкого уезда.
С 1924 года в составе Погинского сельсовета.
Согласно данным переписи населения СССР 1926 года в деревне Рынделево проживали 212 человек — большинство финны, а также русские и эстонцы.
С 1927 года в составе Детскосельского района.
С 1930 года в составе Тосненского района.

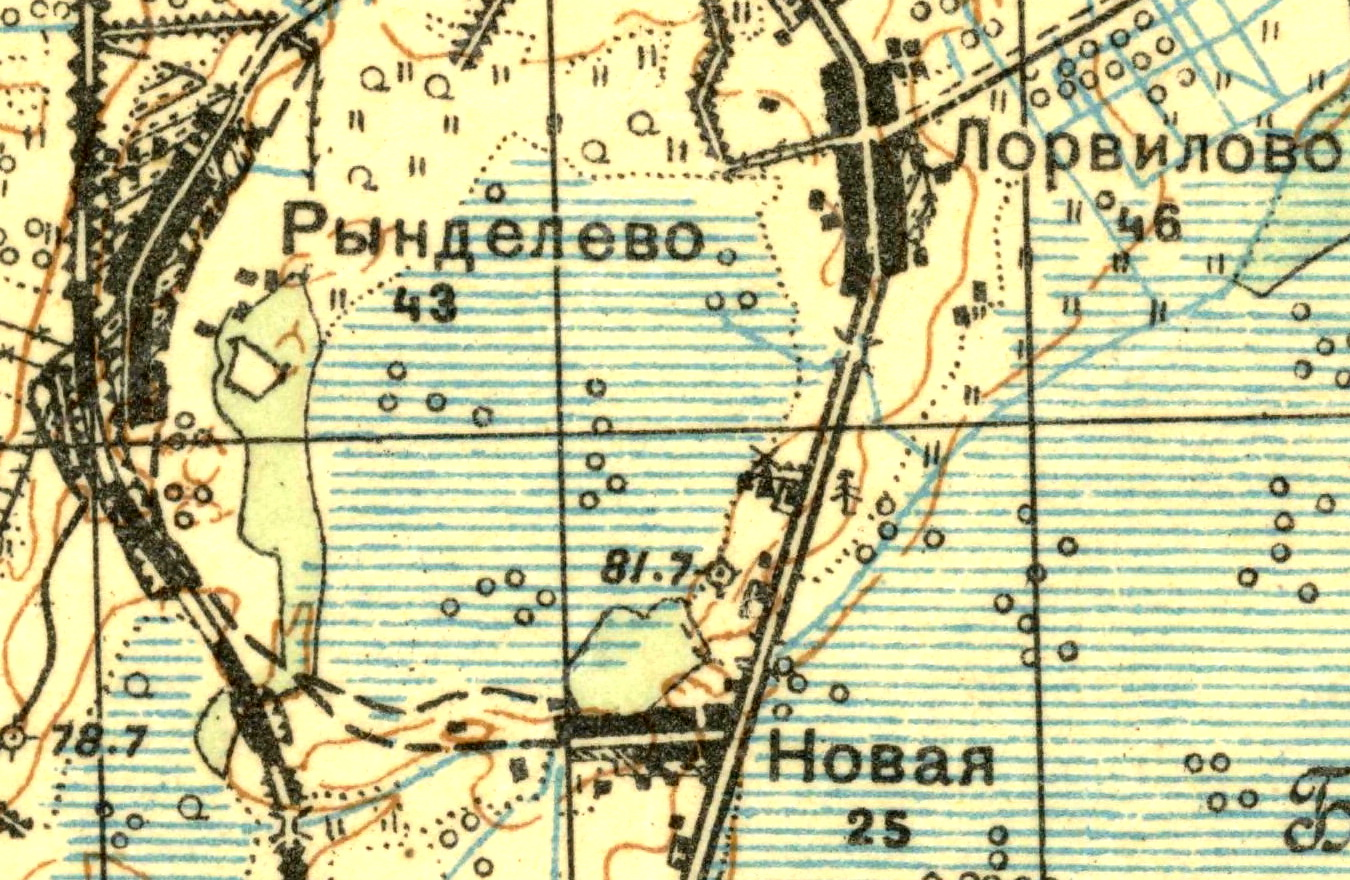
План деревни Рынделево. 1931 год

Согласно топографической карте 1931 года деревня насчитывала 43 двора.
По данным 1933 года деревня Рынделево входила в состав Погинского финского национального сельсовета Тосненского района.

План деревни Рынделево. 1939 год

Согласно топографической карте 1939 года деревня насчитывала 28 крестьянских дворов. На южной окраине деревни находился скотный двор.
Деревня была освобождена от немецко-фашистских оккупантов 27 января 1944 года.
С 1965 года в составе Фёдоровского сельсовета. В 1965 году население деревни Рынделево составляло 104 человека.
По данным 1966, 1973 и 1990 годов деревня Рынделево также входила в состав Фёдоровского сельсовета.
В 1997 году в деревне Рынделево Фёдоровской волости проживали 14 человек, в 2002 году — 17 человек (все русские).
В 2007 году в деревне Рынделево Форносовского ГП — 6 человек.

## География
Деревня находится в северо-западной части района на автодороге 41К-860 (Поги — Рынделево), к югу от административного центра поселения — посёлка Форносово на железнодорожной линии Новолисино — Новгород.
Расстояние до административного центра поселения — 6,5 км.
В деревне находится железнодорожная платформа 51 км.

## Демография
| 1862 | 2007 | 2010 | 2017 |
| ---- | ---- | ---- | ---- |
| 84   | ↘6   | ↗9   | ↘8   |

## Улицы
Железнодорожная.